# Zatta
Pour l’article homonyme, voir Antonio Zatta.
Zatta est une localité du centre de la Côte d'Ivoire et appartenant au district de Yamoussoukro, dans la Région des Lacs. La localité de Zatta est un chef-lieu de commune.